# Elie Top
Elie Top est un joaillier et créateur de mode, ancien assistant de Yves Saint Laurent et de Alber Elbaz et directeur de la joaillerie chez Lanvin pour laquelle il obtient une reconnaissance.

## Biographie
Originaire du Nord-Pas-de-Calais, il dessine beaucoup et se passionne pour la mode très jeune. Il affirme qu'une visite du Château de Versailles lui fait découvrir sa vocation artistique.
Après son baccalauréat et avoir été formé à la Chambre syndicale de la couture durant trois ans, il rentre au sein de la maison Yves Saint Laurent en 1997 comme assistant de Jean-Paul Knott, à l'âge de dix-neuf ans. Soutenu par Anne-Marie Munoz et Loulou de la Falaise qui lui ouvre les portes de la maison, il est au plus près de Saint Laurent et y rencontre Alber Elbaz, alors responsable du prêt-à-porter. Elie Top travaille sur les accessoires (chapeaux, gants ou bijoux). Lorsque Alber Elbaz part chez Lanvin, il emmène avec lui Elie Top, tout en lui laissant la liberté de travailler avec d'autres comme Roger Vivier ou Baccarat.
Il lance sa propre maison en 2015,.
Il est également connu pour son style impeccable, définit comme « Parisien », parfois considéré comme le pendant d'Inès de La Fressange.

## Cinéma
- 2013 : Opium d'Arielle Dombasle : Gabriele D'Annunzio